# David Sztanke
David Sztanke est un musicien français connu pour être le leader du groupe Tahiti Boy and the Palmtree Family et pour son travail comme compositeur de musique de film.

## Biographie
David Sztanke apprend d'abord les percussions classiques avant de se mettre au piano à l’âge de 11 ans puis au saxophone alto peu après. 
À 20 ans, il part vivre à New York pour intégrer la Juilliard School en tant que saxophoniste baryton. Le piano reste néanmoins son instrument de prédilection.
En 2006 il crée le groupe Tahiti Boy and the Palmtree Family et collabore en parallèle avec de nombreux artistes (Soko, Syd Matters, Da Brasilians, Tacteel, Loane) en tant que compositeur, producteur, arrangeur ou instrumentiste. 
2009 marque le début de ses collaborations pour le cinéma : Mikhaël Hers lui demande de composer la bande originale de son premier long métrage Memory Lane. Il tient par ailleurs le rôle de Florent dans ce film. Par la suite il collaborera avec de nombreux réalisateurs : Quentin Dupieux,, Christophe Honoré, Éric Judor ou encore Ina Mihalache. Son travail est parfois décrit comme influencé par Michel Legrand ou encore Ennio Morricone.

## Filmographie (sélection)

### Cinéma

#### Longs métrages
- 2010 : Memory Lane de Mikhaël Hers
- 2012 : Wrong de Quentin Dupieux
- 2013 : Ce sentiment de l'été de Mikhaël Hers
- 2016 : La Tour 2 contrôle infernale de Éric Judor
- 2016 : Solange et les Vivants de Ina Mihalache
- 2016 : Les Malheurs de Sophie de Christophe Honoré en collaboration avec Alex Beaupain
- 2016 : Casablancas, l'homme qui aimait les femmes de Hubert Woroniecki
- 2018 : Au poste !  de Quentin Dupieux
- 2019 : Lune de miel de Elise Otzenberger
- 2021 : Chère Léa de Jérôme Bonnell
- 2022 : L'Homme parfait de Xavier Durringer

#### Court métrage
- 2016 : À la dérive de Cyprien Clément-Delmas

### Télévision
- 2013 : François Hollande, comment devenir Président de Denis Jeambar et Stéphanie Kaïm
- 2017 : A Girl Is a Gun de Mathieu Tonetti en collaboration avec Sébastien Tellier[12]
- 2023 : À la joie de Jérôme Bonnell